# Carsten Jensen
Carsten Jensen, född 24 juli 1952 i Marstal på Ærø, är en dansk författare, journalist och debattör.
Jensen studerade litteraturvetenskap vid Köpenhamns universitet fram till 1980. Där skrev han en avhandling om Hans Kirk, Folkelighed og utopi, 1981.
Jensen har också varit litteraturkritiker i Politiken. Han har bland annat skrivit reseskildringen Jeg har set verden begynde (1996), som gav honom de danska bokhandlarnas pris Boghandlernes gyldne Laurbær. Jensens verk Vi, de druknede (2006) (i svensk översättning, Vi, de drunknade, 2008) är en krönikeroman som utspelar sig i den egna hemstaden Marstal, under perioden 1848 till 1945 då staden var en betydande plats för den danska sjöfarten.